# Shabaib Al-Khaldi
Shabaib Abdulaziz Shabaib T. Al-Khaldi; ur. 11 sierpnia 1998) – kuwejcki piłkarz, występujący na pozycji napastnika w kuwejckim klubie Kazma SC oraz w reprezentacji Kuwejtu.

## Statystyki

### Klubowe
Na podstawie:
| Klub        | Sezonów | Liga                   | Liga  | Liga   | Puchar krajowy | Puchar krajowy | Kontynentalne | Kontynentalne | Suma  | Suma   |
| Klub        | Sezonów | Liga                   | Mecze | Bramki | Mecze          | Bramki         | Mecze         | Bramki        | Mecze | Bramki |
| ----------- | ------- | ---------------------- | ----- | ------ | -------------- | -------------- | ------------- | ------------- | ----- | ------ |
| Al-Sahel SC | 2       | Kuwaiti Premier League | 11    | 13     | 0              | 0              | –             | –             | 11    | 13     |
| Kazma SC    | 5       | Kuwaiti Premier League | 39    | 49     | 7              | 8              | –             | –             | 46    | 57     |
| Hatta Club  | 1       | UAE Pro League         | 5     | 0      | 1              | 0              | –             | –             | 6     | 0      |
|             | Łącznie | Łącznie                | 55    | 62     | 8              | 8              | 0             | 0             | 63    | 70     |

### Reprezentacyjne
Na podstawie:
| Gole w reprezentacji | Gole w reprezentacji | Gole w reprezentacji | Gole w reprezentacji | Gole w reprezentacji | Gole w reprezentacji | Gole w reprezentacji | Gole w reprezentacji        |
| Lp.                  | Data                 | Miasto               | Przeciwnik           | Wynik                | Gole                 | Inne                 | Rozgrywki                   |
| -------------------- | -------------------- | -------------------- | -------------------- | -------------------- | -------------------- | -------------------- | --------------------------- |
| 1.                   | 14.11.2019           | Kuwejt               | Chińskie Tajpej      | 9:0 (2:0)            | 73'                  |                      | Eliminacje MŚ 2022          |
| 2.                   | 29.03.2021           | Dubaj                | Liban                | 1:1 (1:0)            | 15'                  |                      | mecz towarzyski             |
| 3.                   | 29.01.2022           | Al-Ardija            | Libia                | 2:0 (1:0)            | 50'                  |                      | mecz towarzyski             |
| 4.                   | 13.01.2023           | Ar-Rifa              | Bahrajn              | 1:1 (1:1)            | 45'                  |                      | Puchar Zatoki Perskiej 2023 |
| 5.                   | 28.03.2023           | Kuwejt               | Tadżykistan          | 2:1 (1:0)            | 61'                  |                      | mecz towarzyski             |
| 6.                   | 12.06.2023           | Kair                 | Zambia               | 3:0 (1:0)            | 16', 59'             |                      | mecz towarzyski             |
| 7.                   | 21.06.2023           | Bengaluru            | Nepal                | 3:1 (2:0)            | 41'                  |                      | Mistrzostwa SAFF 2023       |
| 8.                   | 04.07.2023           | Bengaluru            | Indie                | 1:1 (k.5:6)          | 14'                  |                      | Mistrzostwa SAFF 2023       |
| 9.                   | 17.10.2023           | Dubaj                | Syria                | 2:1 (2:1)            | 43', 45+2'           |                      | mecz towarzyski             |
| 10.                  | 21.11.2023           | Ad-Dammam            | Afganistan           | 4:0 (1:0)            | 18', 80'             |                      | Eliminacje MŚ 2026          |

## Sukcesy
Na podstawie:

### Klubowe
Z Kazma SC:
- Puchar Kuwejtu 2021/22